# Gijzelbrechtegem
Gijzelbrechtegem of Grijsloke is een dorpje in de Belgische provincie West-Vlaanderen en een deelgemeente van Anzegem, het was een zelfstandige gemeente tot aan de gemeentelijke herindeling van 1971.

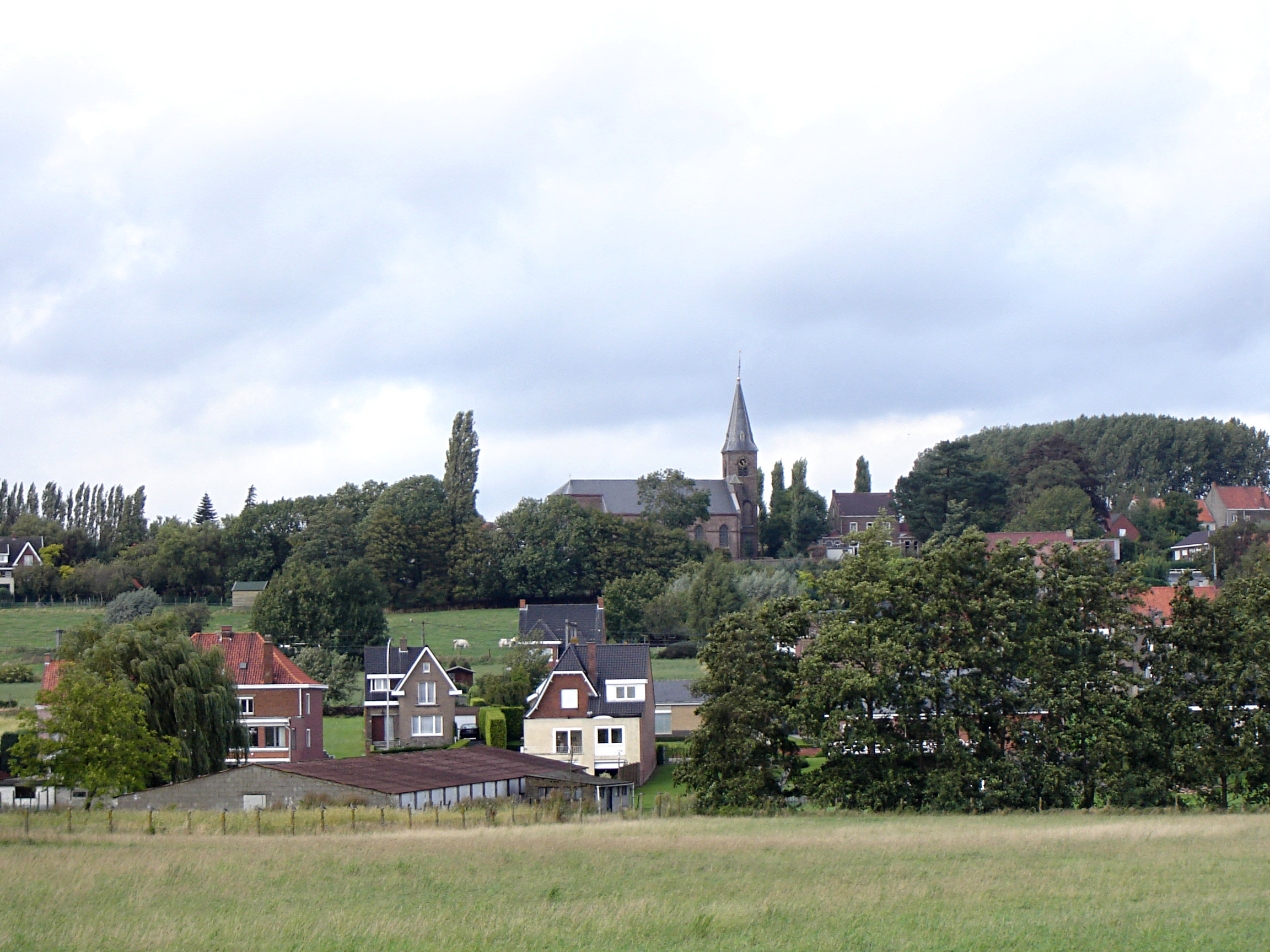
Zicht op Gijzelbrechtegem

In het West-Vlaams wordt van Grisloke gesproken. De dorpskern van het klein plaatsje is quasi vergroeid met de bebouwing rond de stationsbuurt van de hoofdgemeente Anzegem.

## Geschiedenis
Gijzelbrechtegem was tot 1971 een zelfstandige gemeente. Het had een oppervlakte 0,78 km² en telde toen 331 inwoners.
In 1218 was er een kapelanij en in 1293 was er een parochie. Gijzelbrechtegem werd voor het eerst vermeld in 1330 als Gisalberhtinga haim, dus de samenstelling van een persoonsnaam en de -heim (woonplaats) uitgang.
Gijzelbrechtegem was eigendom van de Augustijnenpriorij van Onze-Lieve-Vrouw te Walle te Elsegem tot de afschaffing daarvan in 1782, door Keizer Jozef II. Toen werden de bezittingen - en daarmee de heerlijkheid - geschonken aan het Sint-Veerlekapittel te Gent.

## Demografische ontwikkeling
- Bronnen:NIS, Opm:1831 tot en met 1970=volkstellingen; 1976 = inwoneraantal op 31 december

## Bezienswaardigheden
- De Sint-Mattheüskerk, met een beschermd orgel
- Een perk met 5 Britse gesneuvelden[1] uit de Tweede Wereldoorlog.

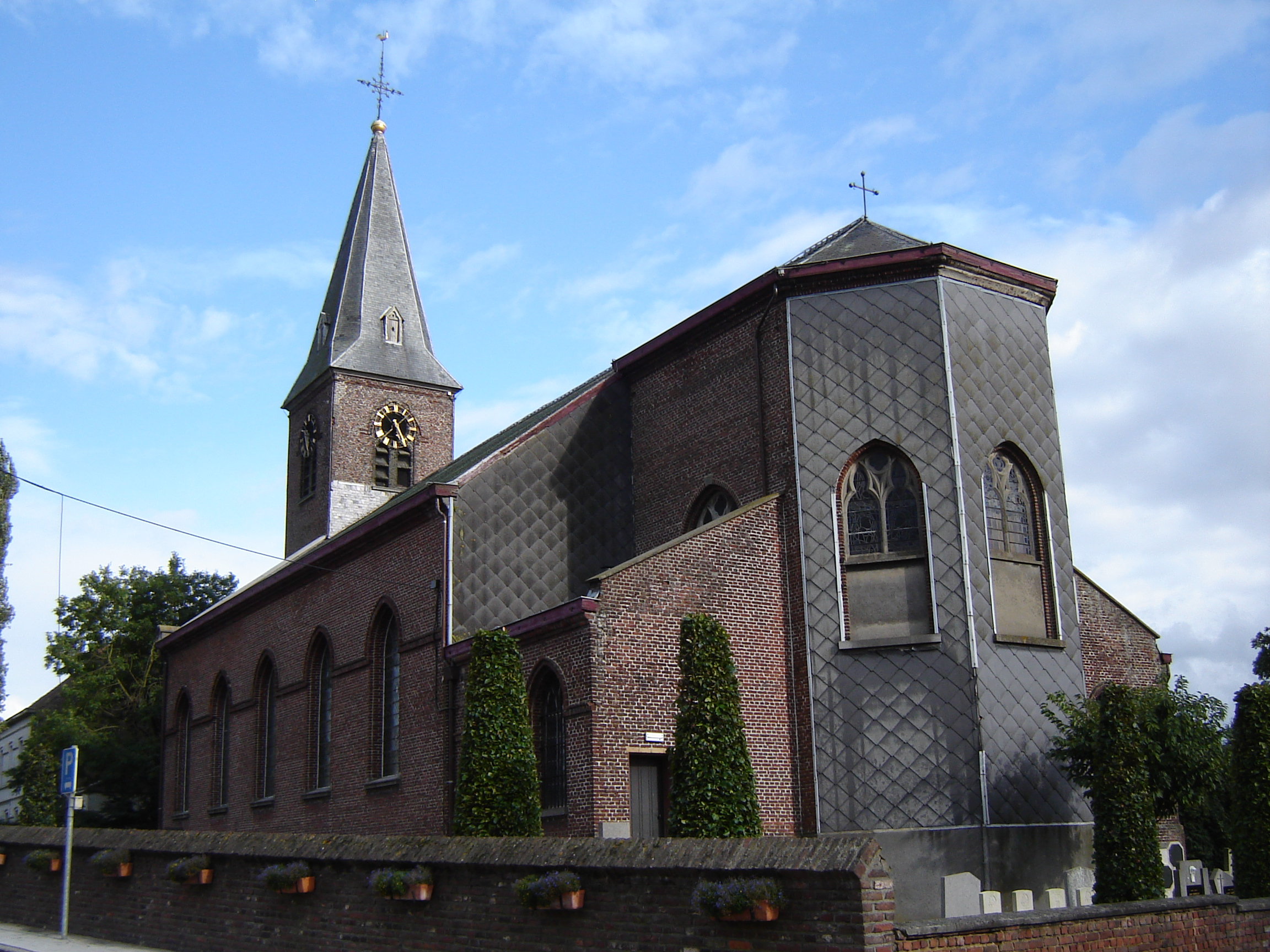
Sint-Mattheuskerk

## Natuur en landschap
Gijzelbrechtegem ligt in een sterk golvend landschap met een hoogte tussen 40 en 80 meter. De kerk ligt op een heuveltop.

## Politiek
Gijzelbrechtegem had een eigen gemeentebestuur en burgemeester tot de fusie van 1971. De laatste burgemeester was Maurits Petrus Desmet.

## Evenementen
Gijzelbrechtegem is thans vooral bekend door het looptreffen "Dwars door Grijsloke" op de laatste zaterdag van augustus.

## Nabijgelegen kernen
Kaster, Anzegem, Elsegem, Wortegem
Deelgemeenten: Anzegem · Gijzelbrechtegem · Ingooigem · Kaster · Tiegem · Vichte

Overige plaatsen: Heirweg

Belgische gemeenten · Arrondissement Kortrijk · West-Vlaanderen · Vlaanderen